# Marcel Duchemin
Marcel Duchemin (nascido em 20 de outubro de 1944) é um ex-ciclista francês que participou nos Jogos Olímpicos de Verão de 1972 e terminou em sexagésimo quarto lugar na prova de estrada individual.
Por três vezes, venceu o Tour de Bretanha (es).